# Jim Carrey
Jim Carrey (født James Eugene Carrey den 17. januar 1962 i Newmarket, Ontario, Canada) er en canadisk skuespiller, komiker, manuskriptforfatter og filmproducer. Han er mest kendt for sine komedier og gummiansigt i film som Ace Ventura: Pet Detective (1994), The Mask (1994), Fuld af løgn (1997), Jeg, mig & Irene (2000), Bruce Almighty (2003), Fun with Dick and Jane (2005), og Yes Man (2008). Carrey har også fået gode anmeldelser og opnået kommerciel succes i dramaroller i film som The Truman Show (1998) og Evigt solskin i et pletfrit sind (2004).

## Biografi
Allerede som ti-årig indsendte Carrey sit CV til The Carol Burnett Show. I gymnasiet gav lærerne ham et par minutter ved slutningen af hver skoledag, hvor han kunne underholde sine klassekammerater med sin stand-up-rutine.
Det gik skidt for Carrey-familien og de var nødt til at flytte til Toronto-forstaden Scarborough, hvor de påtog sig sikkerheds- og vægterarbejde ved fabrikken Titan Wheels. Carrey begyndte at arbejde i et otte-timers skiftehold hver dag efter skole. Med tiden kom familiens økonomi sig, efter de havde boet i et "folkevognsrugbrød" på en slægtnings græsplæne, og de kunne flytte tilbage.
Carrey forlod gymnasiet før tid og begyndte at arbejde i komedieklubber hvor han udviklede sit nummer, der blandt andet indeholdt parodier af berømtheder som Michael Landon og James Stewart.

## Komediestarten
I 1979 flyttede han til Los Angeles i USA hvor han begyndte at arbejde i klubben The Comedy Store, hvor han blev bemærket af komikeren Rodney Dangerfield. Dangerfield syntes så godt om Carreys nummer, at han skrev kontrakt med Carrey som åbningsnummer på sine turnéoptrædender.
Carrey fik lejlighedsvis arbejde ved fjernsynet og små filmroller, hvilket med tiden førte til et venskab med Damon Wayans. Wayans' bror Keenen Ivory Wayans var ved at opbygge en sketch-baseret tv-serie for tv-stationen Fox, med navnet In Living Color og ansatte Carrey som en af skuespillerne. Carreys usædvanlige roller og opførelse på skærmen skabte opmærksomhed blandt seerne.

## Filmkarriere
Carreys første hovedrolle i en film var i Ace Ventura: Pet Detective (1994). I løbet af 1990'erne medvirkede Carrey i en række succesrige film, blandt andre The Mask (1994), Batman Forever (1995), Ace Ventura: When Nature Calls (1995), Liar Liar (1997) og The Truman Show (1998).
I 1999 kæmpede Carrey hårdt for at få rollen som den afdøde komiker Andy Kaufman i filmen Man On the Moon. Adskillige skuespillere sloges om rollen, blandt andre Edward Norton, men instruktøren Milos Forman og andre filmskabere så Carrey som deres "Andy", da han aflagde prøve. Carrey optrådte for dem som Kaufman med Kaufmans egne bongotrommer.
Carrey er meget elsket som komiker fordi han har et "gummi-fjæs" og kan gøre mange sjove og anderledes ting.
Mange Carreyfans kan ikke lide de film han har lavet, som ikke er komedier.
Der er også lavet fortsættelser af Carreyfilm men med andre skuespillere. Heriblandt Son of the mask, Dumb and dumber, Evan Almighty og Son of Ace ventura.

## Priser
Carrey har fået to Golden Satellite Award-nomineringer og seks Golden Globe Award-nomineringer, hvoraf han har vundet to af dem. Han har været mest succesfuld med MTV Movie Award, med over 20 nomineringer og priser. Nogle af disse delt, blandt andet prisen for Bedste kys i 1995, som han delte med Lauren Holly. Han har også været nomineret tre gange til en Saturn Award.

## Privatliv
To gange har Carrey været gift. Først med Melissa Womer, som han har datteren Jane med, og siden med skuespilleren Lauren Holly, et ægteskab som varede under et år.
Carrey datede i en periode Renée Zellweger, som han mødte på settet til Jeg, mig & Irene. Deres forhold sluttede dog i december 2000. I december 2005 begyndte Carrey at date skuespilleren og modellen Jenny McCarthy. Den 7. april 2010 afslørede Carrey på sin twitter-profil at forholdet – gennem 5 år – med kæresten Jenny McCarthy var nået til vejs ende.
Den 27. februar 2010 annoncerede Carrey på sin twitter-profil, at han var blevet bedstefar, efter hans 22-årige datter, Jane, havde født hans barnebarn. Hans kommentar på twitter var, "Jackson Riley Santana, My Granson, Born Today! This is what 7lbs.11oz. of California dynamite looks like", suppleret med et billede af nyfødte Jackson.
Den 7. oktober 2004 fik Carrey amerikansk statsborgerskab.
Han gik offentlig ud og fortalte om sine depressioner i november 2004 på 60 Minutes, hvor han også fortale om opvæksten under vanskelige kår.

## Udvalgt filmografi
- 1981 Introducing... Janet
- 1983 All in Good Taste
- 1983 Copper Mountain
- 1983 The Sex and Violence Family Hour
- 1984 Finders Keepers
- 1985 Once Bitten
- 1986 Peggy Shue Got Married
- 1988 The Dead Pool
- 1989 Earth Girls Are Easy
- 1989 Mike Hammer: Mord med mere
- 1989 Pink Cadillac
- 1991 High Strung
- 1992 Bag facaderne
- 1992 Itsy Bitsy Spider
- 1994 Ace Ventura: Pet Detective
- 1994 The Mask
- 1994 Dumb and Dumber
- 1995 Batman Forever
- 1995 Ace Ventura: When nature calls
- 1996 The Cable Guy
- 1997 Fuld af løgn (originaltitel: Liar Liar)
- 1998 The Truman Show
- 1998 Simon Birch
- 1999 Man on the Moon
- 2000 Me, Myself & Irene
- 2000 How the Grinch Stole Christmas
- 2001 The Majestic
- 2003 Pecan Pie (kortfilm)
- 2003 Bruce Almighty
- 2004 Eternal Sunshine of the Spotless Mind
- 2004 Lemony Snicket - En ulykke kommer sjældent alene
- 2005 Fun with Dick and Jane
- 2007 The Number 23
- 2008 Horton og Støvfolket Hvem
- 2008 Yes Man
- 2009 I Love You Phillip Morris
- 2009 A Christmas Carol
- 2011 Mr. Popper's Penguins
- 2013 The incredible Burt Wonderstone (Steve Gray)
- 2013 Kick-Ass 2 (Colonel Stars and Stripes)
- 2013 Anchorman 2: Fortsat flimmer på skærmen
- 2014 Dum og dummere 2
- 2016 Dark Crimes
- 2020 Sonic the Hedgehog
- 2022 Sonic the Hedgehog 2